# 太平興国
太平興国（たいへいこうこく）は、宋の太宗趙炅の治世に行われた最初の年号。976年 - 984年。

## 西暦等との対照表
| 太平興国 | 元年  | 2年   | 3年    | 4年           | 5年   | 6年   | 7年   | 8年    | 9年   |
| 西暦     | 976年 | 977年 | 978年  | 979年         | 980年 | 981年 | 982年 | 983年  | 984年 |
| 干支     | 丙子  | 丁丑  | 戊寅   | 己卯          | 庚辰  | 辛巳  | 壬午  | 癸未   | 甲申  |
| 遼       | 保寧8 | 保寧9 | 保寧10 | 保寧11 乾亨元 | 乾亨2 | 乾亨3 | 乾亨4 | 統和元 | 統和2 |

## 出来事
- 太平興国元年
  - 12月22日 : 開宝より改元。
- 太平興国2年
  - 7月 : 黄河が氾濫する。
- 太平興国3年
  - 4月25日 : 泉州の陳洪進が領土を納める。
  - 5月1日 : 呉越が宋に帰順する。
- 太平興国4年
  - 2月15日 : 太宗が北漢討伐のために親征。
  - 5月6日 : 宋軍が北漢を平定。五代十国時代が終わり、宋の中国統一が実現される。
  - 6月20日 : 太宗の率いる宋軍が遼の境内に進入する。
  - 7月6日 : 宋軍が高梁河で遼軍に大敗。太宗も負傷して単身で退却する（高梁河の戦い）。
- 太平興国5年
  - 2月2日 : 差役法が施行される。
  - 11月3日 : 宋の境内に侵入した遼軍が瓦橋関で宋軍を破る。
- 太平興国6年
  - 3月 : 交趾に出兵した宋軍が黎桓により敗れる（白藤江の戦い）。
- 太平興国7年
  - 5月18日 : 夏州の李継捧が宋に帰順する。
- 太平興国8年
  - 5月 : 李継捧の族弟の李継遷が宋に反逆する。
  - 11月29日 : 『太平御覧』が完成される。
- 太平興国9年
  - 3月5日 : 日本の奝然が太宗に謁見する。
  - 11月21日 : 雍熙と改元。